# Nikola Jerkan
Nikola Jerkan (Split, 1964. december 8. –) horvát válogatott labdarúgó.
A horvát válogatott tagjaként részt vett az 1996-os Európa-bajnokságon.

## Sikerei, díjai
Hajduk Split
- Jugoszláv kupa (1): 1986–87